# Frauenfelderstraße

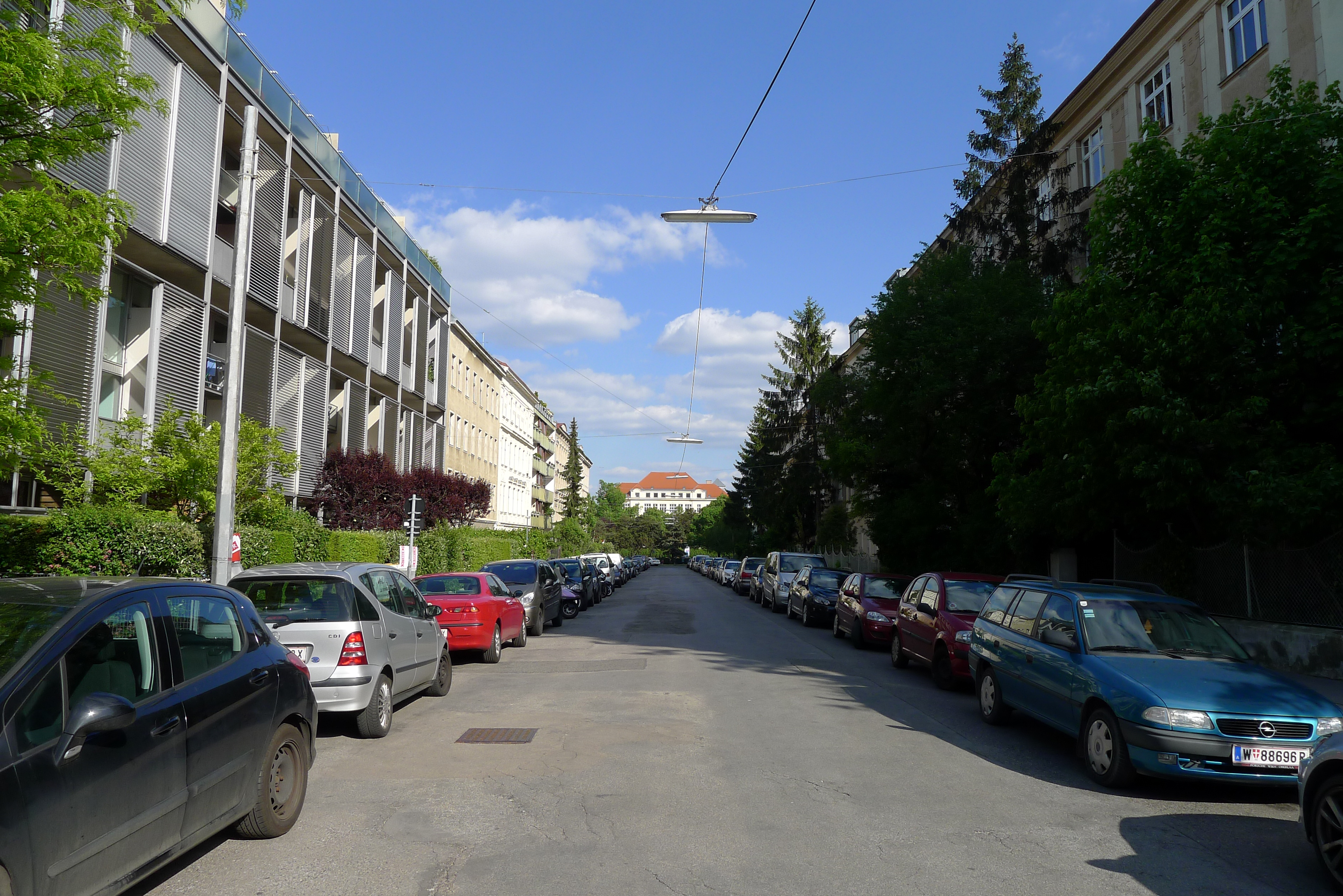
Frauenfelderstraße (stadteinwärts), links Nr. 14

Die Frauenfelderstraße ist ein Verkehrskörper im 17. Wiener Gemeindebezirk im Bezirksteil Dornbach. Zwischen Hernalser Hauptstraße und Alszeile gelegen, bildet sie mit dem Dr.-Josef-Resch-Platz (ehemals Frauenfelderplatz) eine städtebauliche Einheit.

## Geschichte und Charakteristika
Das Ensemble von Frauenfelderstraße, Dr.-Josef-Resch-Platz und einigen kurzen Nebenstraßen geht auf Planungen aus der Zeit um 1900 zurück. Ein Kuriosum sind die im dichtbebauten Gebiet Wiens äußerst seltenen Vorgärten. Die meisten Gebäude im Straßenverband stammen aus dem frühen 20. Jahrhundert und sind eher sparsam fassadiert.
Am Resch-Platz finden sich einige anspruchsvollere Bauwerke aus der Zeit zwischen 1910 und 1934, darunter die Volksschule Halirschgasse, die Sühnekirche, die expressionistische Rückfassade des Türkenritthofs (Architekt Paul Hoppe) und der Wohnbau auf Nr. 14 (Architekt Oskar Marmorek, aus dessen Feder auch die teilweise entstuckten Zinshäuser gegenüber auf Nr. 3 und 4 stammen).
Architekturinteressierten ist die Frauenfelderstraße vor allem wegen des 1990–1993 errichteten ÖBV-Wohnbaus auf Nr. 14 ein mit seiner mobilen Fassade ein Begriff. Der Bau von Dieter Henke und Marta Schreieck wurde mit dem Österreichischen Bauherrenpreis 1993 ausgezeichnet.

## Institutionen und Gesellschaftliches
Während die Straße heute (mit Ausnahme einiger Arztpraxen und Kinderbetreuungsangeboten) ausschließlich zu Wohnzwecken dient, finden sich am Platz neben einer Schule und einem Park auch eine Pfarrkirche und ein Pensionistenklub. Am westlichen Ende der Straße liegt der Wiener Sportclub-Platz, der als ältester noch bespielter Fußballplatz Österreichs gilt und an Spieltagen für eine erhöhte Passantenfrequenz sorgt. Er fungiert auch als Veranstaltungsstätte (etwa fürs jährlich stattfindende Sport- und Musik-Event Goodball) und ist Sitz der sozial engagierten Fan-Clubs Friedhofstribüne und des Wirtschaftsnetzwerks Dornbach Networks. Die Kirche veranstaltet neben dem Üblichen auch Flohmärkte und Konzerte. Darüber hinaus werden unregelmäßig Straßenfeste von einer Nachbarschaftsinitiative organisiert, die sich für eine anrainerorientierte Umgestaltung der Frauenfelderstraße auf Kosten des ruhenden Verkehrs einsetzt.

## Galerie

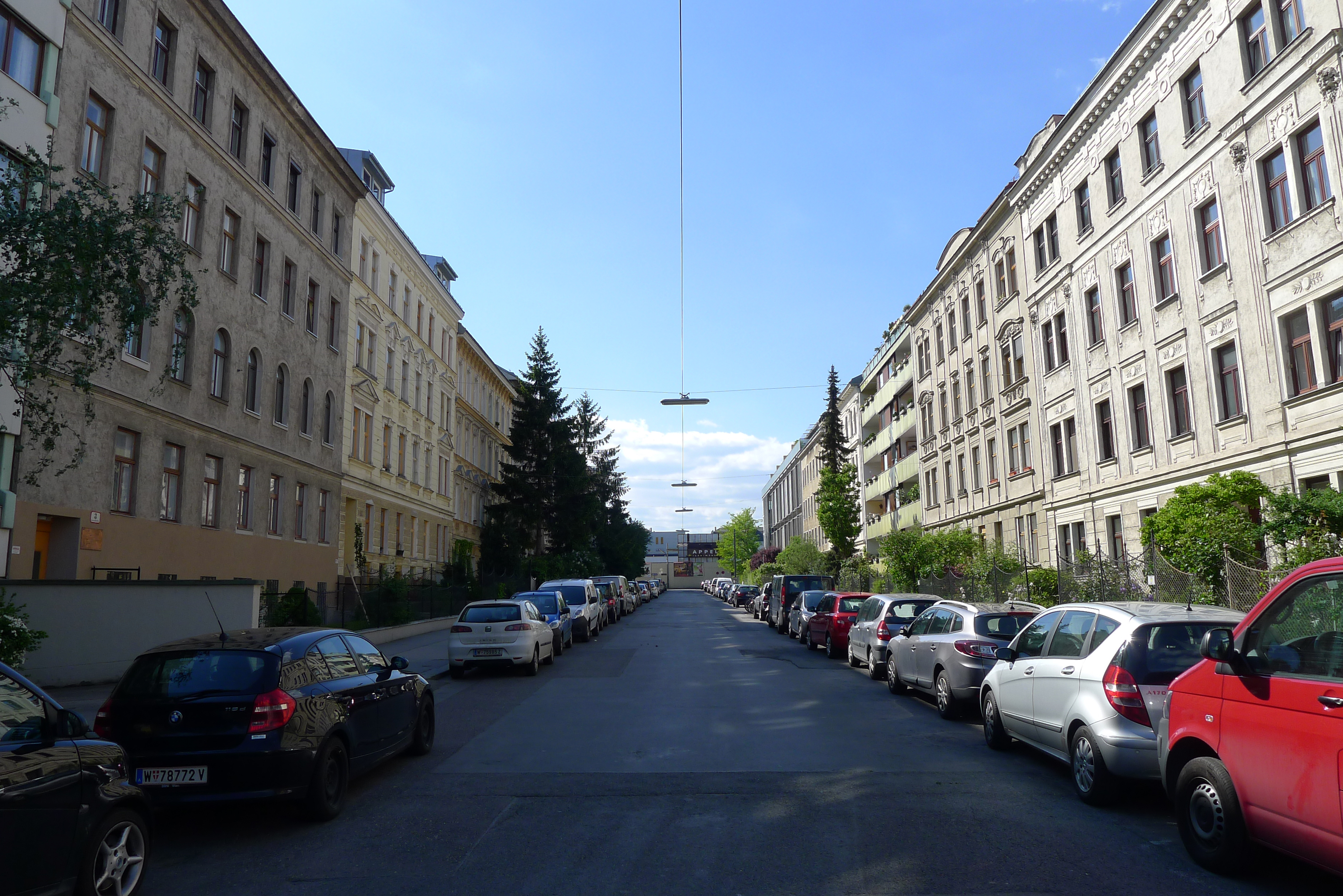
Frauenfelderstraße (stadtauswärts)
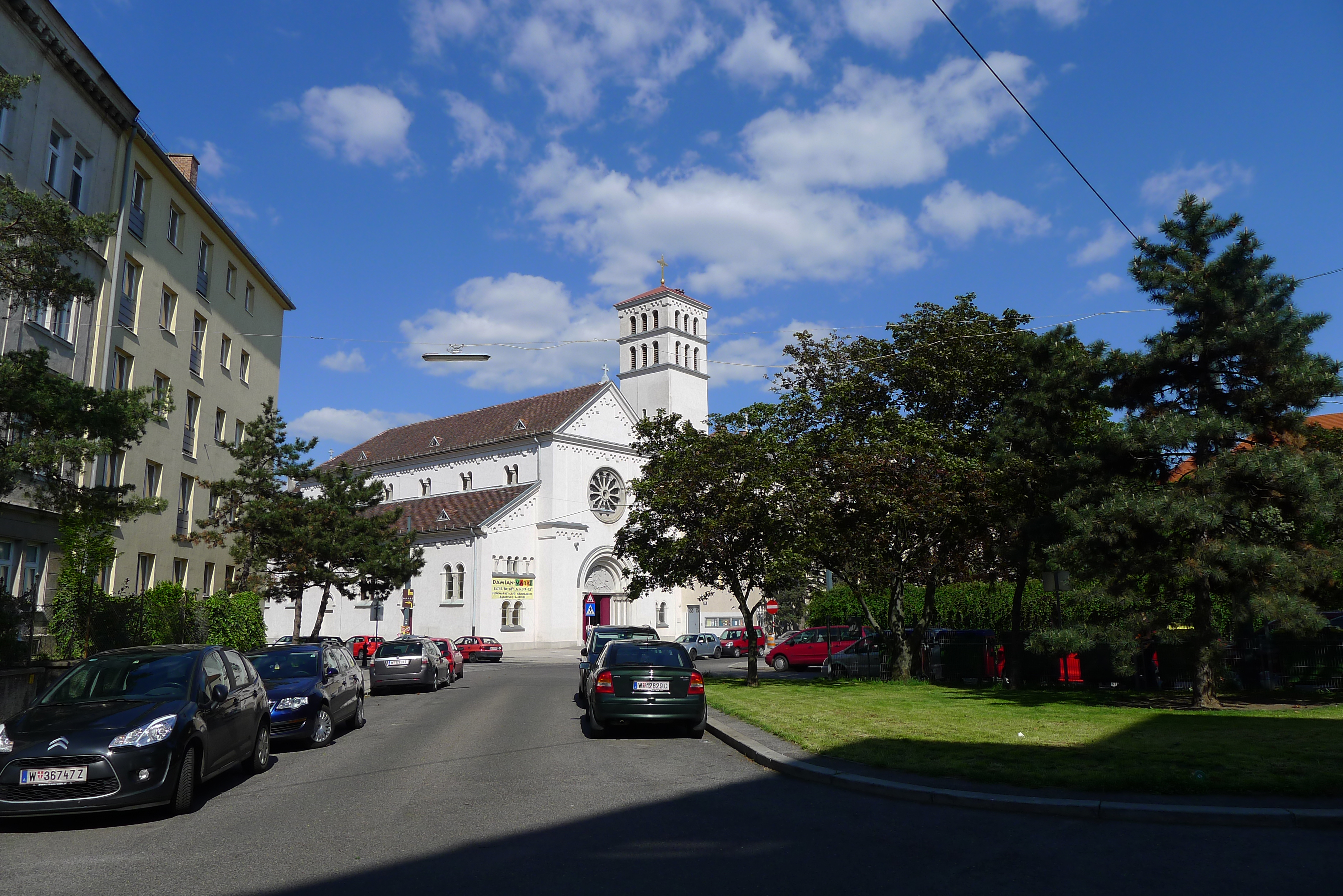
Sühnekirche (1931/2).
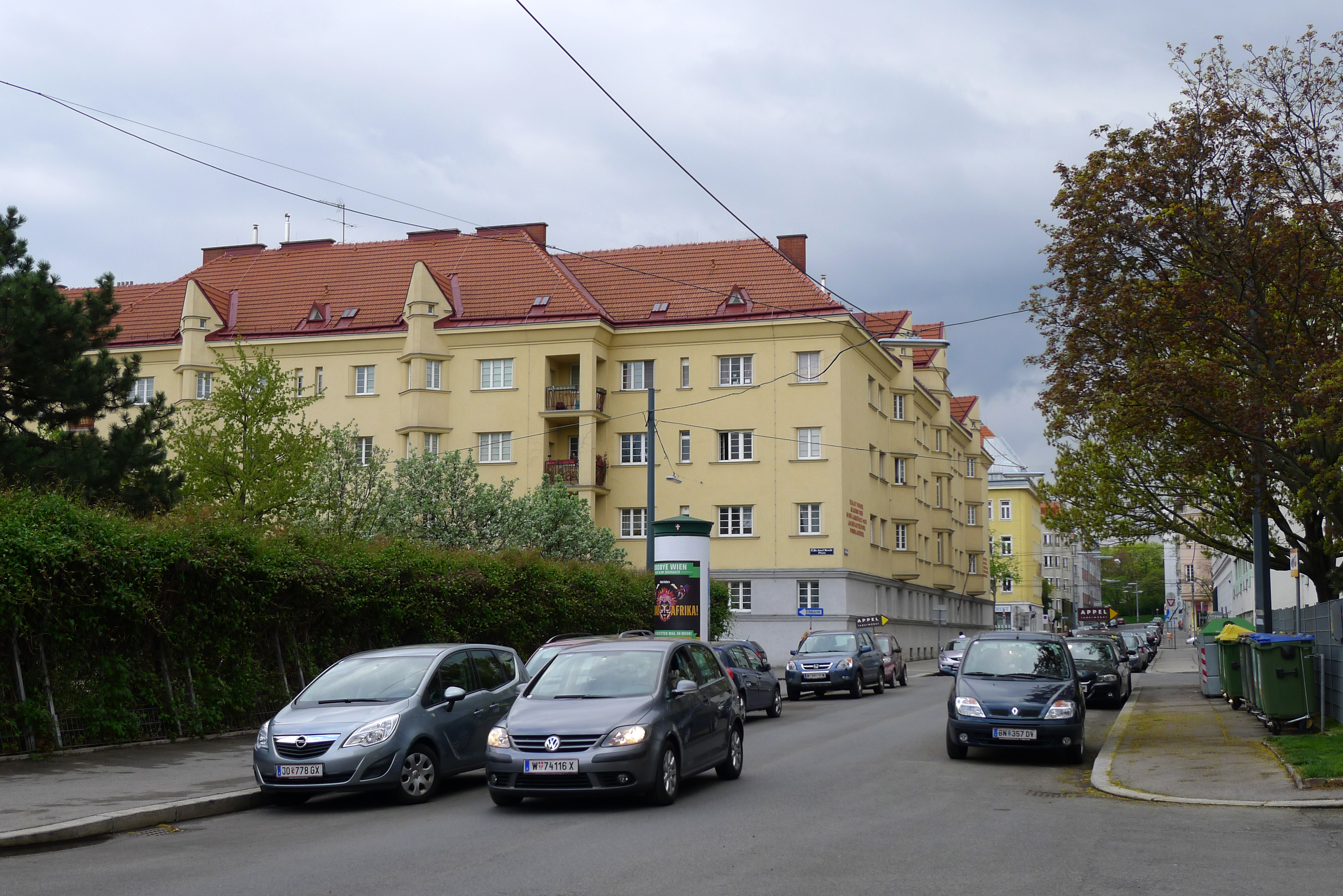
Gemeindebau Türkenritthof (1927/8).
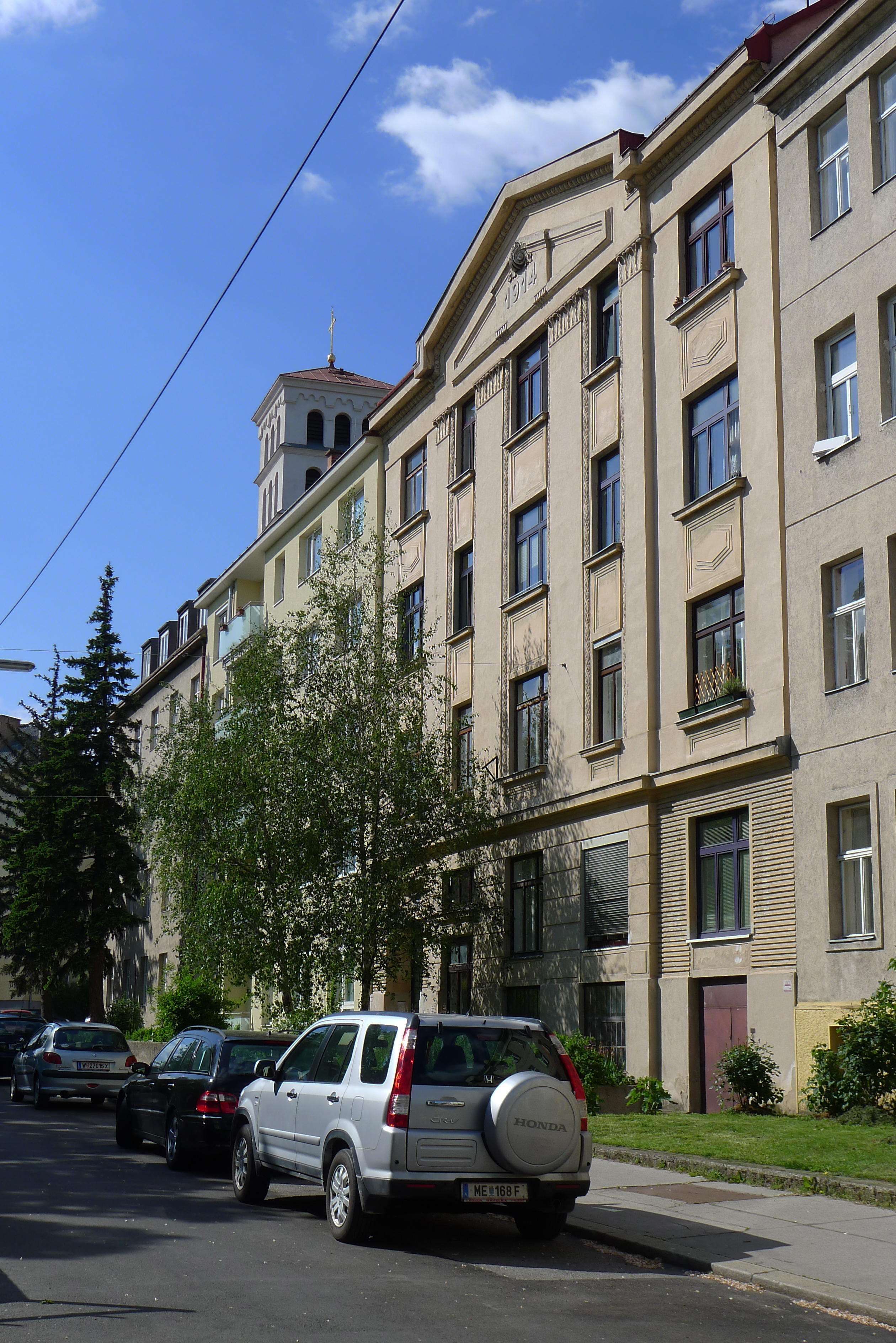
Spätsecessionistisches Wohnhaus (1914) am Dr.-Josef-Resch-Platz.
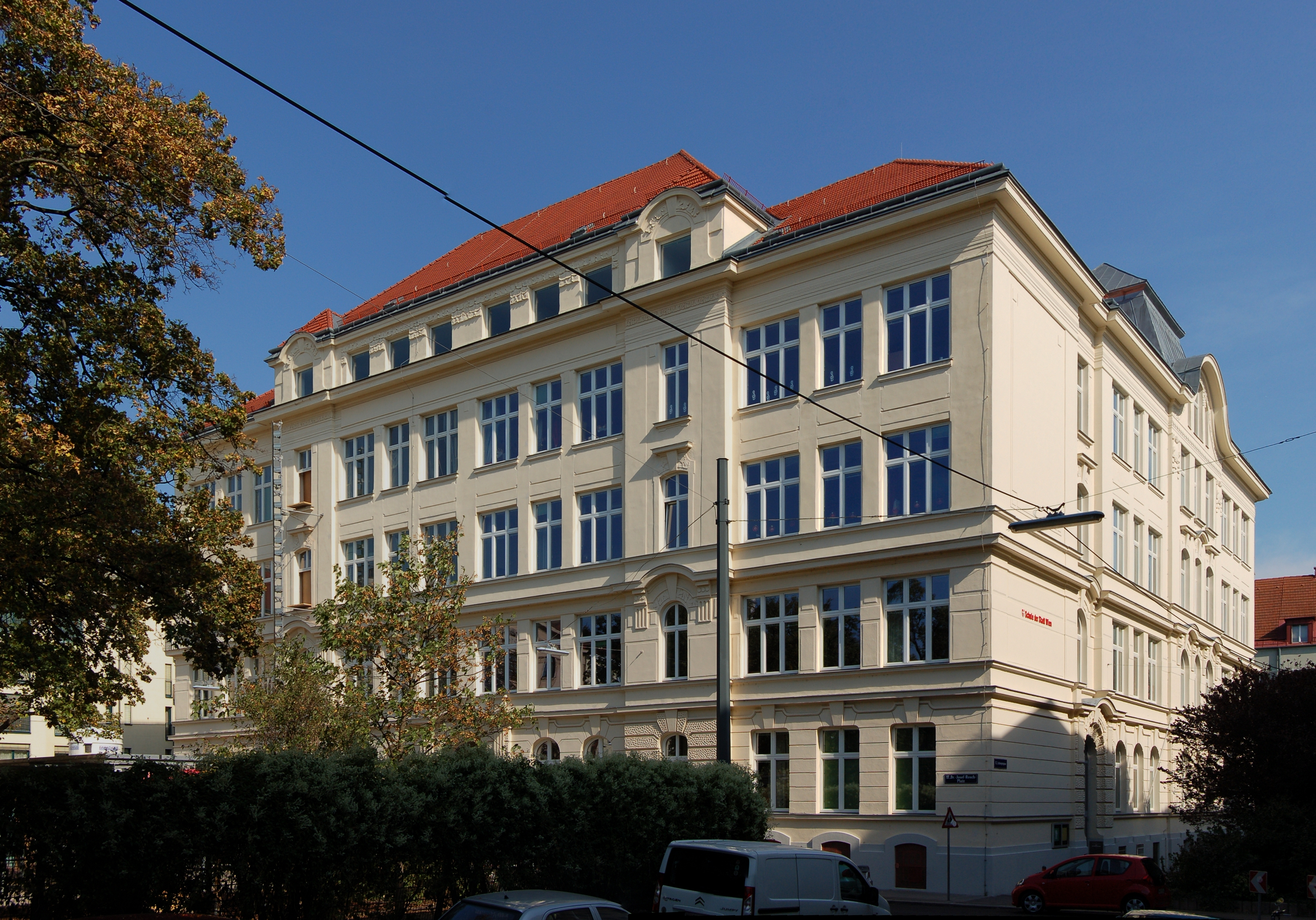
Schule (um 1910) am Dr.-Josef-Resch-Platz.